# Fritz Kummer

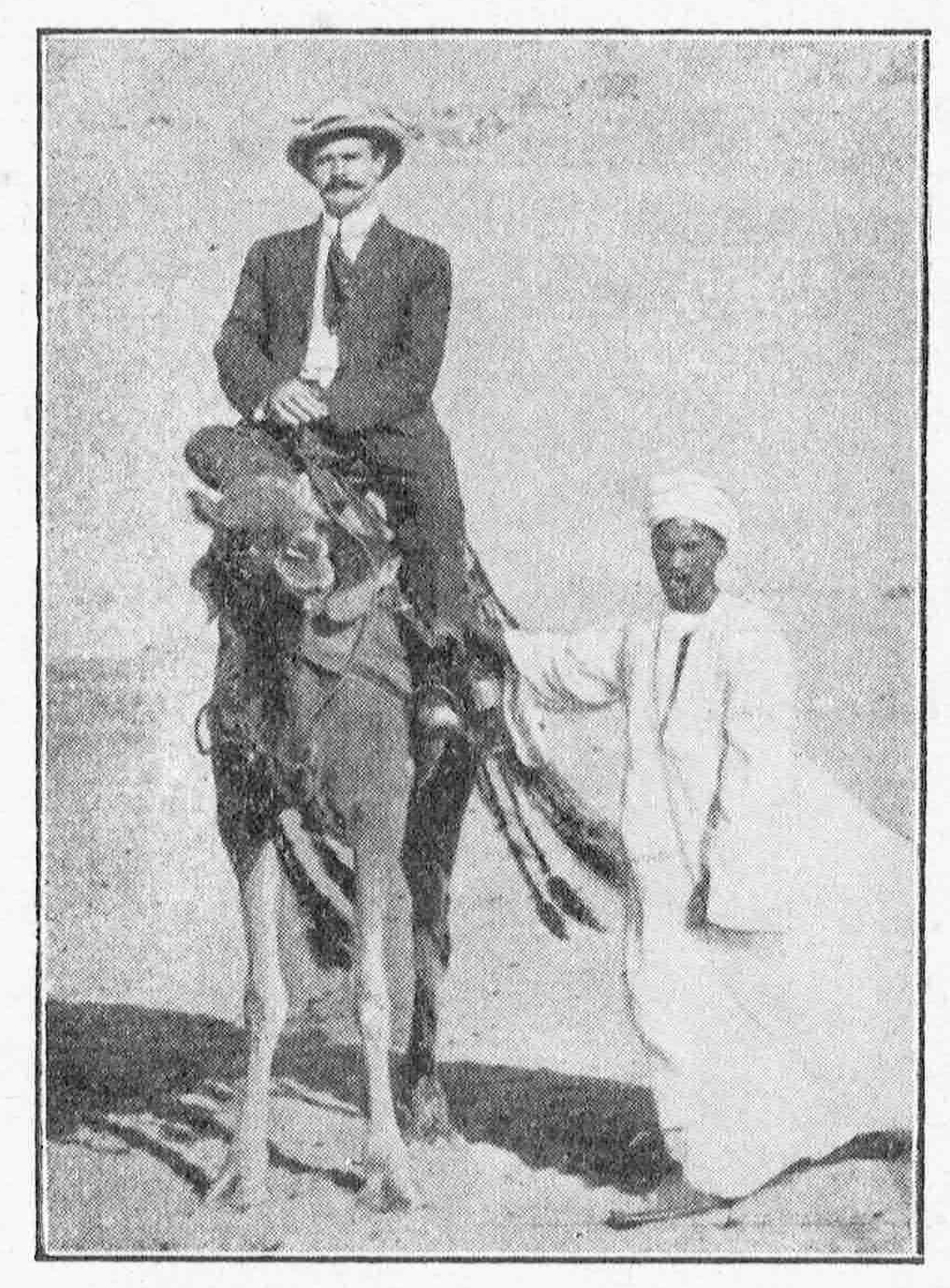
Fritz Kummer, auf einem Kamel sitzend.

Fritz Kummer (auch: Friedrich Kummer, Pseudonym: Chagrin; * 1. Juni 1875 in Albrechts, Provinz Sachsen; † September 1937 in New York City) war ein deutscher Metallarbeiter, sozialdemokratischer Gewerkschafter und Reiseschriftsteller.

## Leben und Herkunft

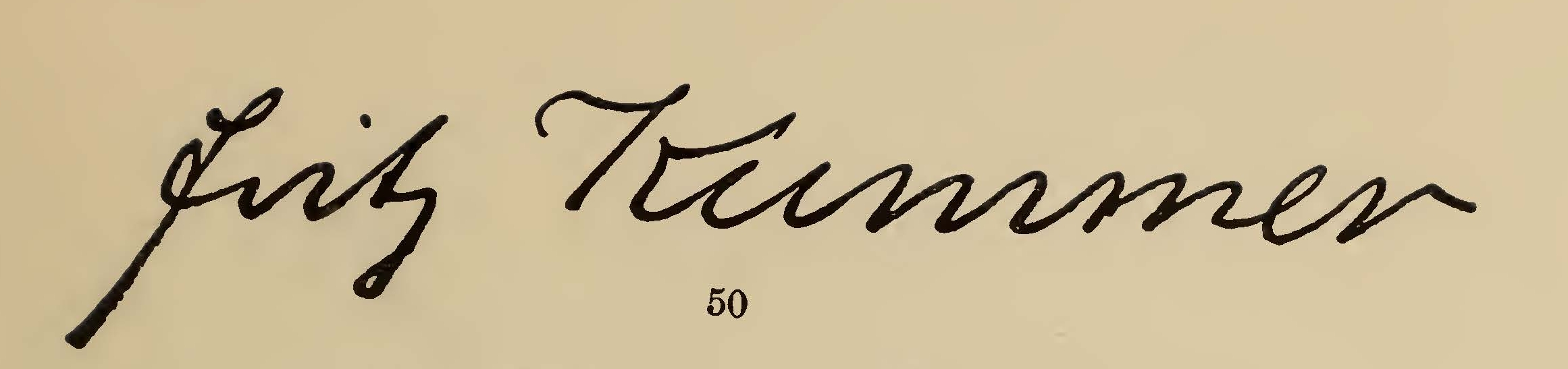
Faksimile der Unterschrift von Fritz Kummer unter den »Appeal to British Fair Play« von 1920, S. 13

Fritz Kummer wurde am 1. Juni 1875 in Albrechts  als Sohn eines sozialdemokratisch orientierten Nagelschmieds geboren. Er erlernte in Suhl – nach anderen Angaben: in Erfurt – das Schlosserhandwerk. Frühzeitig schloss er sich der Arbeiterbewegung an. 1898 wählte ihn der deutsche Arbeiterverein in Genf zu seinem Präsidenten. Kummer war Mitglied der Sozialdemokratischen Partei Deutschlands (SPD). Von 1900 bis 1903 war er Auslandskorrespondent der sozialdemokratischen Zeitung „Vorwärts“. Aus der Schweiz zog Kummer weiter nach Belgien, wo er wohl in den Jahren 1902/1903 gelebt und u. a. auch für die sozialdemokratische Wochenzeitschrift „Die Neue Zeit“ geschrieben hat. Er muss (vor seiner Weltreise) zeitweilig auch in Österreich und in Frankreich gelebt und gearbeitet haben.
Wahrscheinlich zwischen 1907 und 1911 – der genaue Zeitraum seiner Reise ist heute nicht mehr bekannt – unternahm Kummer eine dreijährige Weltreise, mit längeren Aufenthalten vor allem in den USA, aber auch in Japan. Er stach von Bremerhaven aus auf dem Dampfschiff Fidelia der Reederei „Norddeutscher Lloyd“ nach New York City in See. und durchquerte dann die USA von ihrer Ost- zur Westküste, wobei er u. a. durch Pittsburg, Chicago, St. Louis, Denver und Salt Lake City kam und schließlich San Francisco erreichte. Kummer besuchte anschließend Hawaii, das damals noch nicht zu den USA gehörte und auch als die (nördlichen) Sandwich-Inseln bezeichnet wurde.
Belegbar ist, dass Fritz Kummer Ende Juli 1909 mit dem britischen Dampfschiff Asia, aus San Francisco kommend, im japanischen Yokohama eintraf. Er besuchte Tokio, Osaka und Nagasaki in Japan, Shanghai in China, die damaligen britischen Kronkolonien Hongkong und Singapur, Colombo auf Sri Lanka (damals: Ceylon; eine britische Kolonie), Port Said und Kairo im damals britisch beherrschten Ägypten sowie Jerusalem, das damals zum Osmanischen Reich gehörte. Auf der Heimreise besuchte er auch kurz das italienische Neapel.
Über seine Reise verfasst Fritz Kummer das Buch „Eines Arbeiters Weltreise“, das in erster Auflage im Jahr 1913 im Verlag von Alexander Schlicke & Co. in Stuttgart erschien, dem Verlag der Industriegewerkschaft Metall (IG Metall), der auch die „Metallarbeiter-Zeitung“ verlegte. Die zweite Auflage (11.–16. Tausend) seines Reiseberichts erschien im Dezember 1924 in der Thüringer Verlagsanstalt und Druckerei in Jena. Ein Neudruck, herausgegeben von Horst Groschopp, erschien 1984 im Gustav Kiepenheuer Verlag in einer Auflage von 8.000 Exemplaren. In seinem Reisebericht schildert Kummer detailliert die Lebensumstände und Lebensweise der Arbeiterschaft der von ihm bereisten Staaten sowie ihre politische und gewerkschaftliche Organisation. In seinem Bericht aus den USA beschreibt er unter anderem auch die Lage der deutschen Einwanderer.
Kummers Reisebericht ist mit mehr als hundert, zu einem großen Teil von ihm selbst aufgenommenen Fotografien illustriert.
Bereits seit 1900 und bis 1925 arbeitete Kummer als Mitarbeiter verschiedener europäischer und amerikanischer Arbeiterzeitungen und -zeitschriften. Auch unterwegs schrieb und versandte er Artikel, die teils unter seinem Pseudonym „Chagrin“ (frz. f.: Kummer) erschienen. Bereits vor Antritt seiner Reise beherrschte Kummer die französische Sprache und lernte spätestens auf der Reise auch Englisch. Nach Rückkehr von seiner Weltreise war Kummer in Frankfurt am Main von 1911 bis 1913 Beisitzer im Vorstand des Metallarbeiterverbandes. Über Kummers Verbleib während des Ersten Weltkriegs ist wenig bekannt. Möglicherweise war er als Schlosser in einem metallverarbeitenden Betrieb tätig, der Granaten herstellte.
Kummer gehörte zu den Unterzeichnern des „Appeal to British fair play“ aus dem Jahr 1920, der sich gegen einzelne Bestimmungen des Versailler Friedensvertrages richtete. Im Oktober 1921 wurde Kummer Schriftleiter der auflagenstarken „Metallarbeiter-Zeitung“. Mit der „Machtergreifung“ der Nationalsozialisten im Januar 1933 wurde die politische Lage in Deutschland für den sozialdemokratischen Gewerkschafter Kummer gefährlich. Er wurde im Mai 1933 für zwei Monate in „Schutzhaft“ genommen und kam in ein Konzentrationslager im Steinbruch bei Bad Sulza. Danach konnte Kummer in die Tschechoslowakische Republik (ČSR) fliehen. Nach einer kurzen Tätigkeit als Redakteur in Prag floh er 1934 in die USA. Im September 1937 kam Fritz Kummer bei einem Verkehrsunfall in seinem New Yorker Exil ums Leben. 1938 wurde er von den Nazis in Abwesenheit zum Tode verurteilt.

## Publikationen (Auswahl)

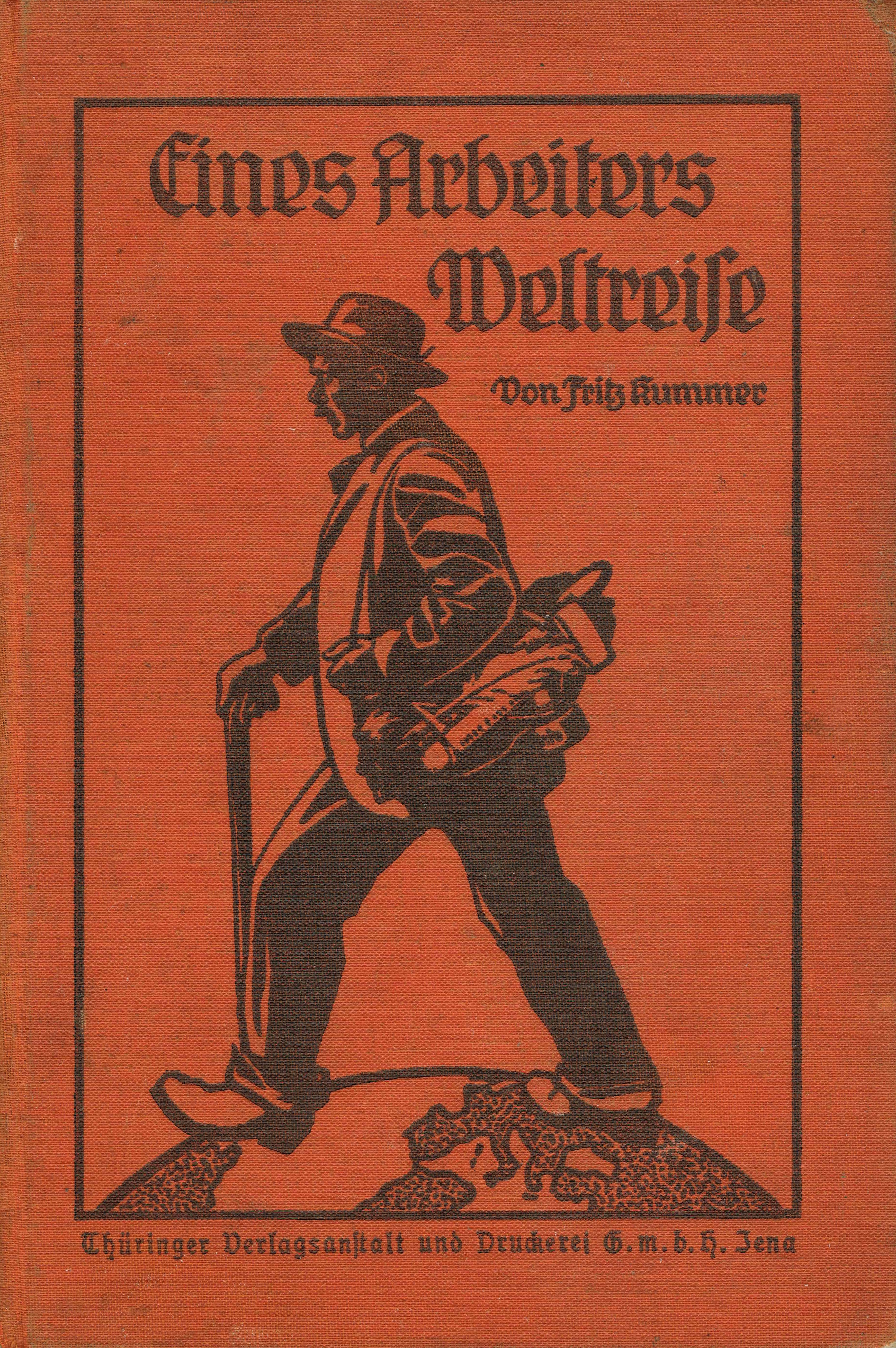
„Eines Arbeiters Weltreise“, von Fritz Kummer, Einband (Cover), 2. Auflage, Jena 1924

- Kummer, Fritz, Die Erfolge der belgischen Sozialisten: Die belgischen Wahlen[18]
- Kummer, Fritz, Die Gewerkschaftsbewegung Belgiens[19]
- Chagrin [= Kummer, Fritz], Über die Kunst der Metallbearbeitung[20]
- Chagrin [= Kummer, Fritz], Klassenkämpfe auf den Sandwichinseln[21]
- Chagrin [= Kummer, Fritz], Lebensverhältnisse der unteren Schichten in China[22]
- Chagrin [= Kummer, Fritz], Industrie und Arbeiter in Japan[23]
- Kummer, Fritz, Streifzüge durch die englischen Industriebezirke[24]
- Kummer, Fritz, Der industrielle Großbetrieb[25]
- Kummer, Fritz, Kritische Betrachtung der Stuttgarter Bürgermeisterwahl[26]
- Kummer, Fritz, Au pays du Soleil Levant. Lettres sur le Japon (deutsch: Im Land der aufgehenden Sonne – Briefe über Japan)[27]
- Kummer, Fritz, Verbrechen und Verbrecher in Amerika[28]
- Kummer, Fritz, Die Geschichte der großen amerikanischen Vermögen[29]
- Kummer, Fritz, Die Geschichte der großen amerikanischen Vermögen (Schluß)[30]
- Kummer, Fritz, Fortschritt und Armut in Japan[31]
- Kummer, Fritz, Zu Nogis Tod (über Kiten Nogi, einen japanischen Feldmarschall, der am 12. September 1912 durch rituelle Selbsttötung bei der Leichenfeier für den japanischen Kaiser Mutsuhito aus dem Leben schied).[32]
- Kummer, Fritz, Eines Arbeiters Weltreise[33]